# Pancarlı Höyük
Koordinaten: 37° 5′ 30,5″ N, 36° 41′ 6,3″ O
Pancarlı Höyük (dt.: Rübenhügel) ist ein flacher Hügel in der Südtürkei, auf dem zahlreiche Funde aus der Eisenzeit und aus späteren Epochen entdeckt wurden.

## Lage
Der Hügel liegt in der Provinz Gaziantep, etwa einen Kilometer südlich von Zincirli, dem Fundort von Samʼal, dem Hauptort des gleichnamigen aramäisch-späthethitischen Stadtstaates. Er misst etwa 300 × 200 Meter und besteht aus einer flachen Terrasse im Westen und einem etwas höheren Hügel im Osten. Im Nordwesten des Hügels liegt ein moderner Friedhof, daneben ein kleiner Teich. Am Nordende wurde ein Bewässerungskanal angelegt. Am Ort wurden noch keine archäologischen Grabungen vorgenommen, die Funde lagen alle an der Oberfläche des bewirtschafteten Feldes, größtenteils in Feldbegrenzungen integriert. Es ist noch unklar, ob es sich beim Höyük um einen späthethitischen Siedlungsort handelt oder um einen Ort aus römischer Zeit. Demnach sind möglicherweise die eisenzeitlichen Funde von Zincirli hierher verschleppt worden.

## Funde
Der deutsche Vorderasiatische Archäologe Hans Henning von der Osten berichtete bereits 1930 von mehreren Steinblöcken, die von Bauern beim Pflügen an die Oberfläche gebracht worden waren. Dazu gehörte die Stele von Pancarlı, ein Relief eines Helden in kurzem Rock mit Schwert und einer axtartigen Waffe, der einen erbeuteten Löwen hochhält. Außerdem beschreibt er das Fragment einer weiteren Stele, das die untere Hälfte eines Mannes mit kurzem Rock und einem Gürtel mit Quasten zeigt, sowie ein Skulpturteil mit dem Kopf eines Löwen im Hochrelief. In späterer Zeit wurden Architekturteile aus römischer Zeit gefunden, darunter ein Stück einer kannelierten Säule und eine Getreidemühle in Form einer Sanduhr. Die Pancarlı-Stele befindet sich heute im Archäologischen Museum von Adana, der Verbleib der anderen Stücke ist unbekannt.
Im Oktober 2006 fand Mehmet Kaya, ein Einwohner von Zincirli, an einem Feldrand ein Fragment einer hieroglyphen-luwischen Inschrift. Es wurde ins Archäologische Museum der Provinzhauptstadt Gaziantep gebracht, wo es die Inventarnummer 850 erhielt. Dort wurde es später von Virginia R. Herrmann und Theo van den Hout untersucht und veröffentlicht. Der Stein hat etwa die Form einer Säulentrommel, die auf der einen Hälfte der runden Außenseite die Inschrift trägt. Er hat eine Breite von 62, eine Tiefe von 46 und eine Höhe von 32 Zentimetern. Der Steinblock wurde später an der Rückseite annähernd rechteckig bearbeitet und war vermutlich Teil einer Mauer in der römischen Siedlung. Obwohl das Teil im Text als Stele bezeichnet wird, erinnert es durch Form und Dicke eher an den Unterteil, also den langen Rock einer Statue, die vielleicht einen frühen Herrscher von Sam’al darstellte. Drei Zeilen der Boustrophedon-Inschrift sind zum Teil erhalten. Von der ersten, linksläufigen Zeile fehlt der Anfang, von der zweiten, rechtsläufigen das Ende. Die dritte Zeile ist nur im oberen Teil erhalten und nicht mehr lesbar. Im Text werden wahrscheinlich Vorschriften betreffend Opferhandlungen bei der Statue beschrieben. Nach Ansicht der untersuchenden Wissenschaftler ist das Stück nach sprachlichen und stilistischen Gesichtspunkten ins 10. oder – wahrscheinlicher – ins frühe 9. Jahrhundert v. Chr. zu datieren.